# Vladislavské panství
Vladislavské panství nebo Vladislavské knížectví  (polsky Wodzisławskie Państwo Stanowe, latinsky Status Minor Vladislaviensis, německy Herzogtum Loslau) bylo v letech 1502–1809 slezské stavovské panství a předtím knížectví ve Slezsku kolem města Vladislav (asi 12 km severovýchodně od Bohumína).

## Historie
Anna Mazovská vládla prvnímu Vladislavskému knížectví od roku 1306 až do své smrti v roce 1324. V letech 1324–1351 zde vládla Konstancie Vladislavská z rodu Piastovců. Poté bylo krátkou dobu pod přímou vládou opavských Přemyslovců.
Druhé Vladislavské knížectví (Księstwo Wodzisławskie, Herzogtum Loslau) existovalo v letech 1464–1483, kdy mu vládl Jan IV. Krnovský.
Následoval Matyáš Korvín a poté Vladislav Jagellonský. Roku 1502 území koupila rodina Jiřího Salenberga, která dosáhla povýšení území na svobodné stavovské panství status maior. S tímto statutem existovalo v letech 1502–1809.